# Thaliahof

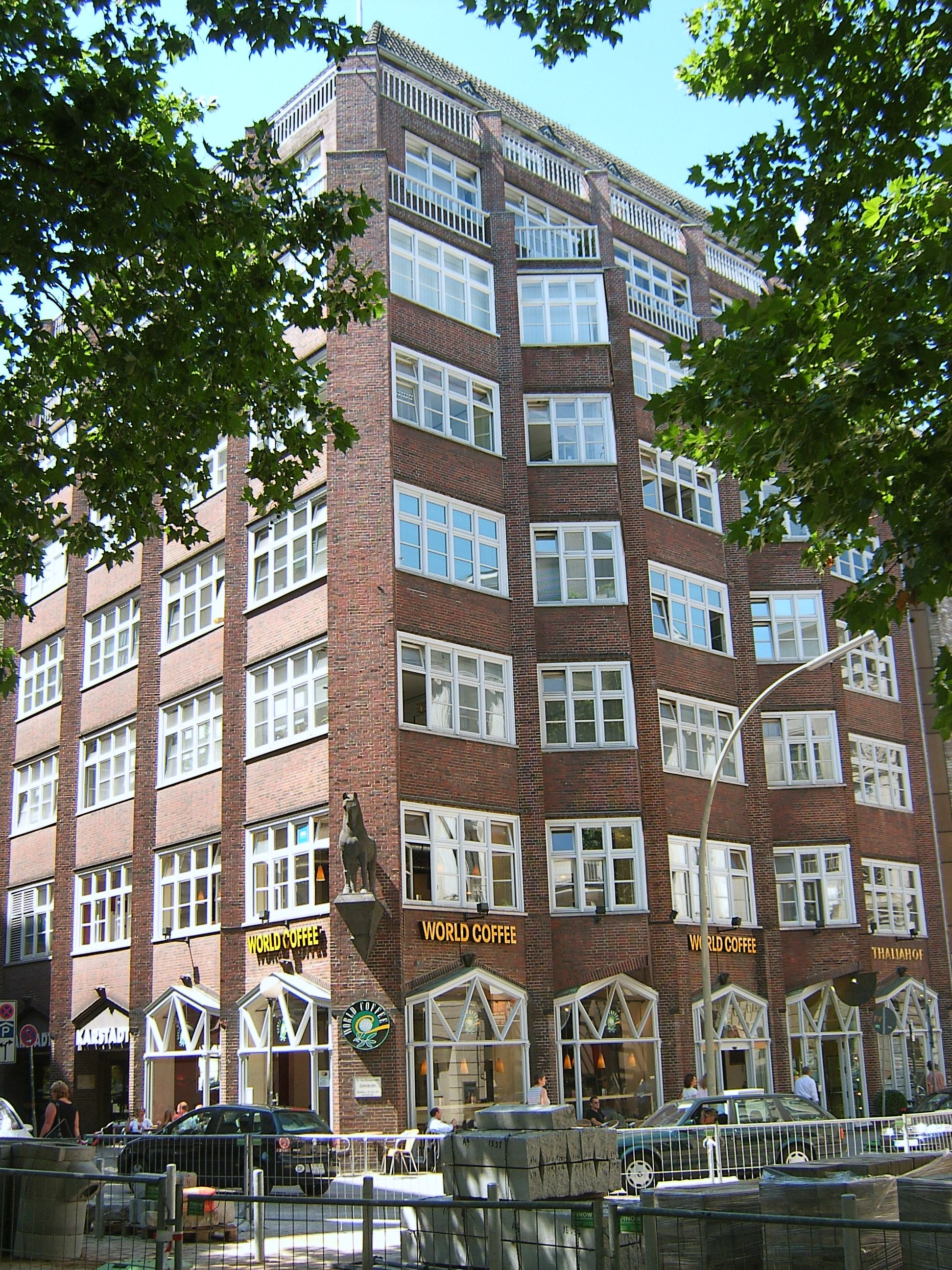
Thaliahof

Der Thaliahof ist ein Kontorhaus am Alstertor in Hamburg-Altstadt. Es wurde 1921/22 an der Stelle des alten, 1843 errichteten Thalia Theaters erbaut. Die Architekten des expressionistischen Klinkerbaus waren Hans und Oskar Gerson. 
Das Pferd an seiner Spitze schuf der Bildhauer Ludwig Kunstmann. Es weist auf den ehemaligen Pferdemarkt, seit 1946 Gerhart-Hauptmann-Platz, hin.
Der Westteil des ursprünglich langgestreckten Gebäudes an der Kleinen Rosenstraße wurde 1975 zur Erweiterung des Karstadt-Warenhauses Mönckebergstraße abgebrochen.